# 黄家坝街道
黄家坝街道，是中华人民共和国贵州省遵义市湄潭县下辖的一个街道办事处。
2012年，贵州省人民政府批复同意将黄家坝镇官堰村、合同村和宝台村、民建村的部分村组划归新设立的桃花江街道。
2015年12月8日，贵州省人民政府批复同意湄潭县部分行政区划调整，新设置的黄家坝街道辖原黄家坝镇、原桃花江街道官堰村、合同村以及原从黄家坝镇宝台村、民建村划入桃花江街道的村组地域，街道办事处驻黄家坝居委会。

## 行政区划
黄家坝街道下辖以下地区：
黄家坝社区、民建村、宝台村、沙坝村、大寨村、平安村、春光村、铁瓦村、牛场村、梭米孔村、岩孔坝村、岩坪村、合同村和官堰村。